# Ophiolepis irregularis
Ophiolepis irregularis är en ormstjärneart som beskrevs av Brock 1888. Ophiolepis irregularis ingår i släktet Ophiolepis och familjen Ophiolepididae.
Artens utbredningsområde är Madagaskar. Inga underarter finns listade i Catalogue of Life.